# سرخ شرابی

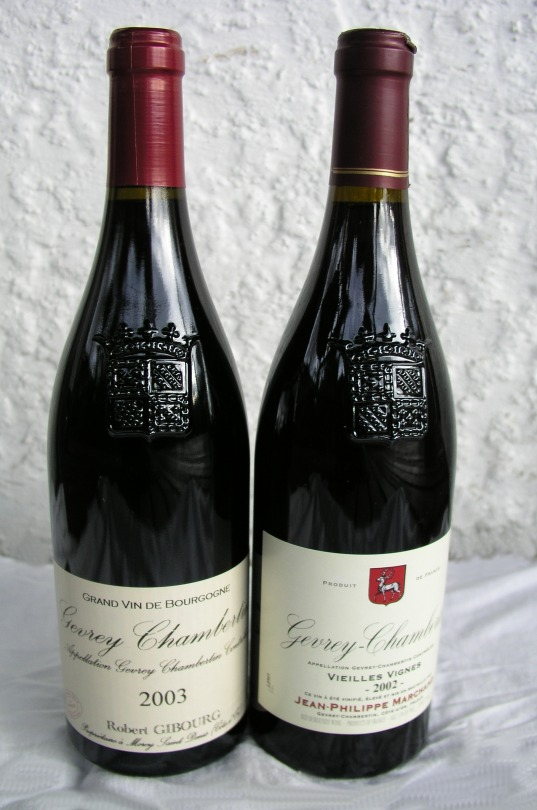
دو بطری شراب سرخ بورگوندی

سرخ شرابی رنگ سرخ تیره مایل به بنفش است.
رنگ سرخ شرابی نام خود را از شراب بورگونی در فرانسه گرفته‌است. هنگامی که به این رنگ اشاره می‌شود، «بورگوندی» معمولاً با حروف بزرگ نوشته نمی‌شود.
نخستین استفاده ثبت‌شده از «بورگونی» به عنوان نام یک رنگ در انگلیسی در سال ۱۸۸۱ بود.